# Сельское поселение «Село Извольск»
Се́льское поселе́ние «Село́ Изво́льск» — муниципальное образование в составе Износковского района Калужской области России.
Административный центр — село Извольск.

## История
Статус и границы сельского поселения установлены Законом Калужской области от 28 декабря 2004 года № 7-ОЗ «Об установлении границ муниципальных образований, расположенных на территории административно-территориальных единиц „Бабынинский район“, „Боровский район“, „Дзержинский район“, „Жиздринский район“, „Жуковский район“, „Износковский район“, „Козельский район“, „Малоярославецкий район“, „Мосальский район“, „Ферзиковский район“, „Хвастовичский район“, „Город Калуга“, „Город Обнинск“, и наделении их статусом городского поселения, сельского поселения, городского округа, муниципального района».

## Население
| 2010 | 2012 | 2013 | 2014 | 2015 | 2016 | 2017 |
| ---- | ---- | ---- | ---- | ---- | ---- | ---- |
| 327  | ↘322 | ↘318 | ↗329 | ↘326 | ↘320 | →320 |
| 2018 | 2019 | 2020 | 2021 |      |      |      |
| ↗328 | ↗335 | ↗346 | ↘319 |      |      |      |

## Состав поселения
| № | Населённый пункт | Тип населённого пункта          | Население |
| - | ---------------- | ------------------------------- | --------- |
| 1 | Извольск         | деревня, административный центр | ↘298      |
| 2 | Агарыши          | деревня                         | ↘0        |
| 3 | Колодези         | деревня                         | ↗1        |
| 4 | Ровни            | деревня                         | ↘0        |
| 5 | Семеновское      | деревня                         | ↘28       |